# 皿倉山
皿倉山（さらくらやま）は、福岡県北九州市八幡東区にある標高622mの山である。権現山、帆柱山、花尾山などとともに帆柱連山を形成し、北九州国定公園の一部を成す。

## 名前の由来
神功皇后の伝説が残る山としても知られ、山の名前も神功皇后の言葉に由来すると伝えられている。この山に登った神功皇后が下山するときには日が暮れていて「更に暮れたり」と言ったことから、この一帯が更暮山または更暗山と呼ばれ、それが更倉山、皿倉山に転じたと言われている。

## 登山コース・山頂

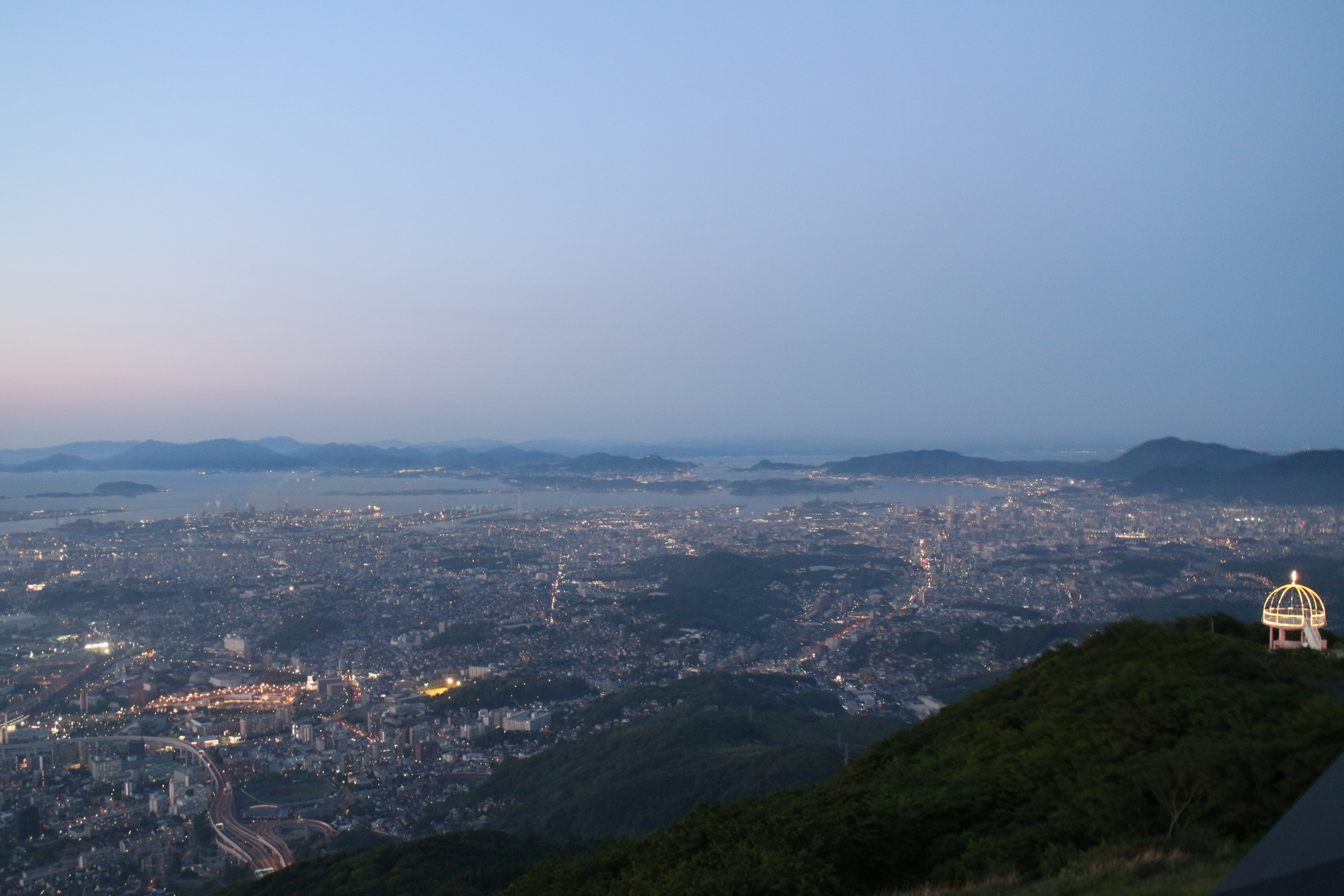
皿倉山頂から見た北九州市の夜景

複数の登山ルートが整備されており、八幡東区帆柱の皿倉山ケーブルカー山麓駅前・帆柱登山口からの皿倉表登山道、河内貯水池湖畔の河内登山口、同区末広町の住宅街から登る大蔵登山口、八幡西区市瀬の市瀬峠（福智山・尺岳方面からの中継地点）から九州自然歩道を経由するコース、近隣の権現山や花尾山を経由するコースなどがある。
北側山麓の帆柱登山口からは皿倉登山鉄道が運営するケーブルカー（皿倉山ケーブルカー）が敷設されており、9合目付近の山上駅までケーブルカー、山頂までスロープカーが設置されている為、乗り継いで山頂に到達することができる。
山頂のパノラマ展望台から視野角200度に広がる北九州市の夜景は「100億ドルの夜景」とされ、夜景愛好家らのインターネットコミュニティにおいて「新日本三大夜景」の一つに選定されている。
山頂まで自動車が通行可能な道路も整備されているが、2017年12月1日から、8合目付近の皿倉平より山頂までは終日、関係車両以外の通行ができなくなった。

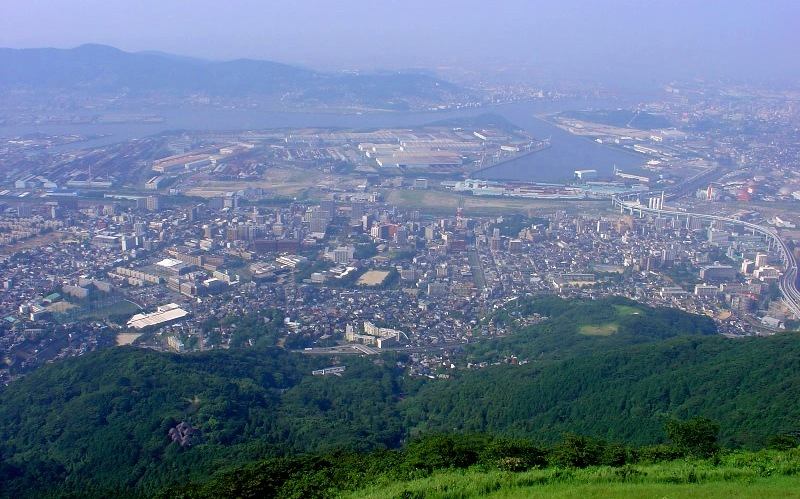
旧展望台からの眺め
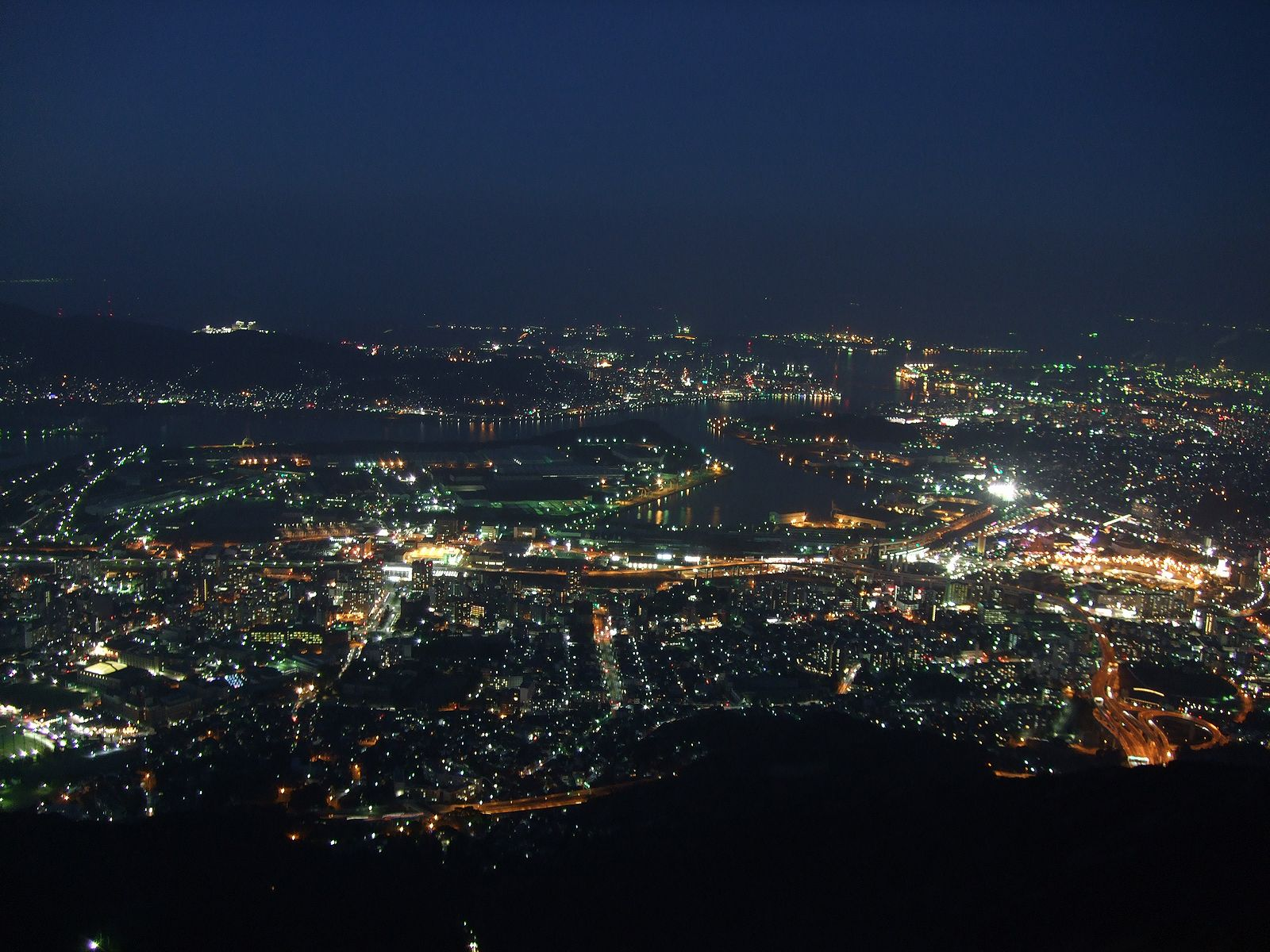
山頂からの夜景
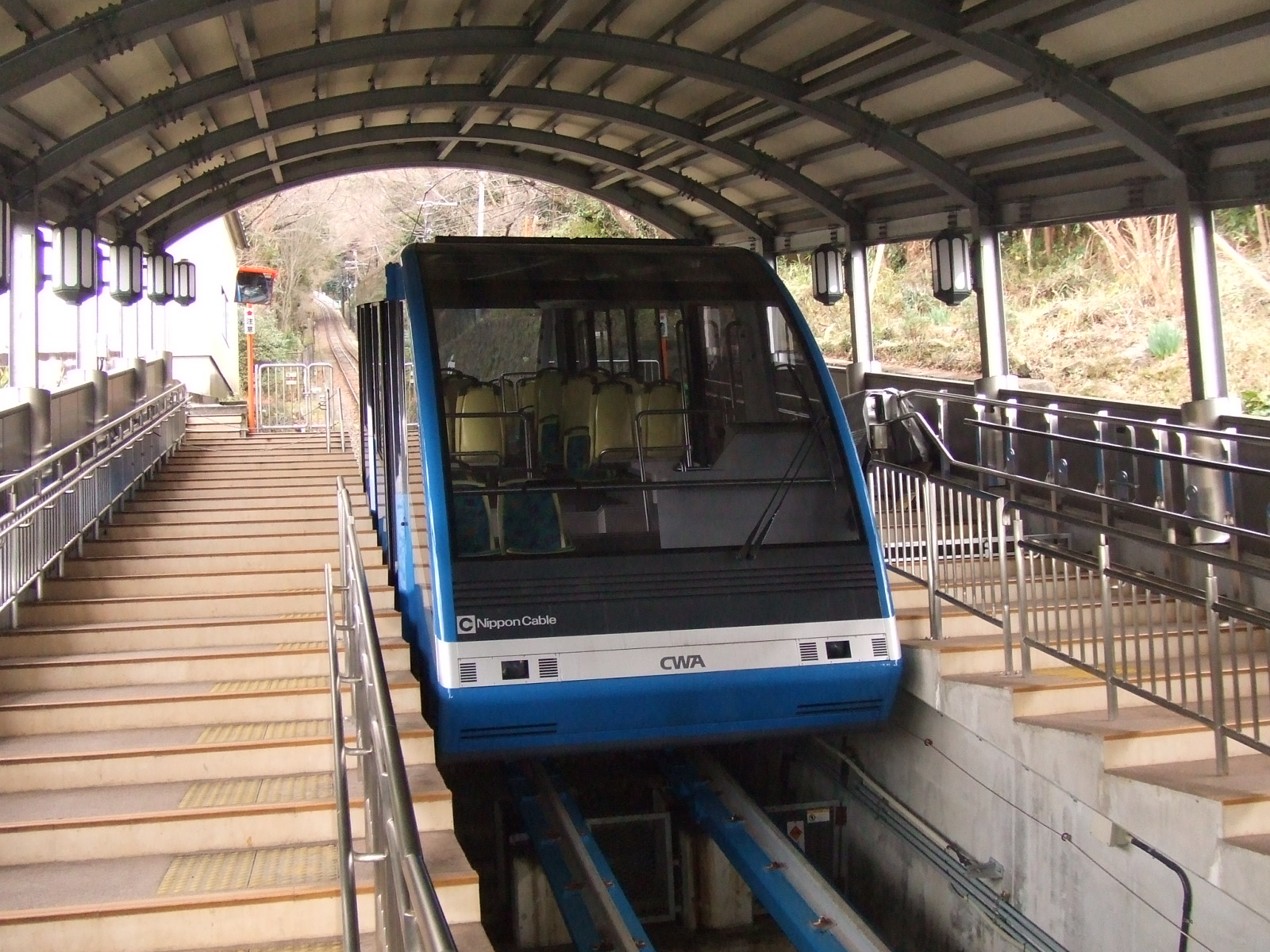
皿倉山ケーブルカー
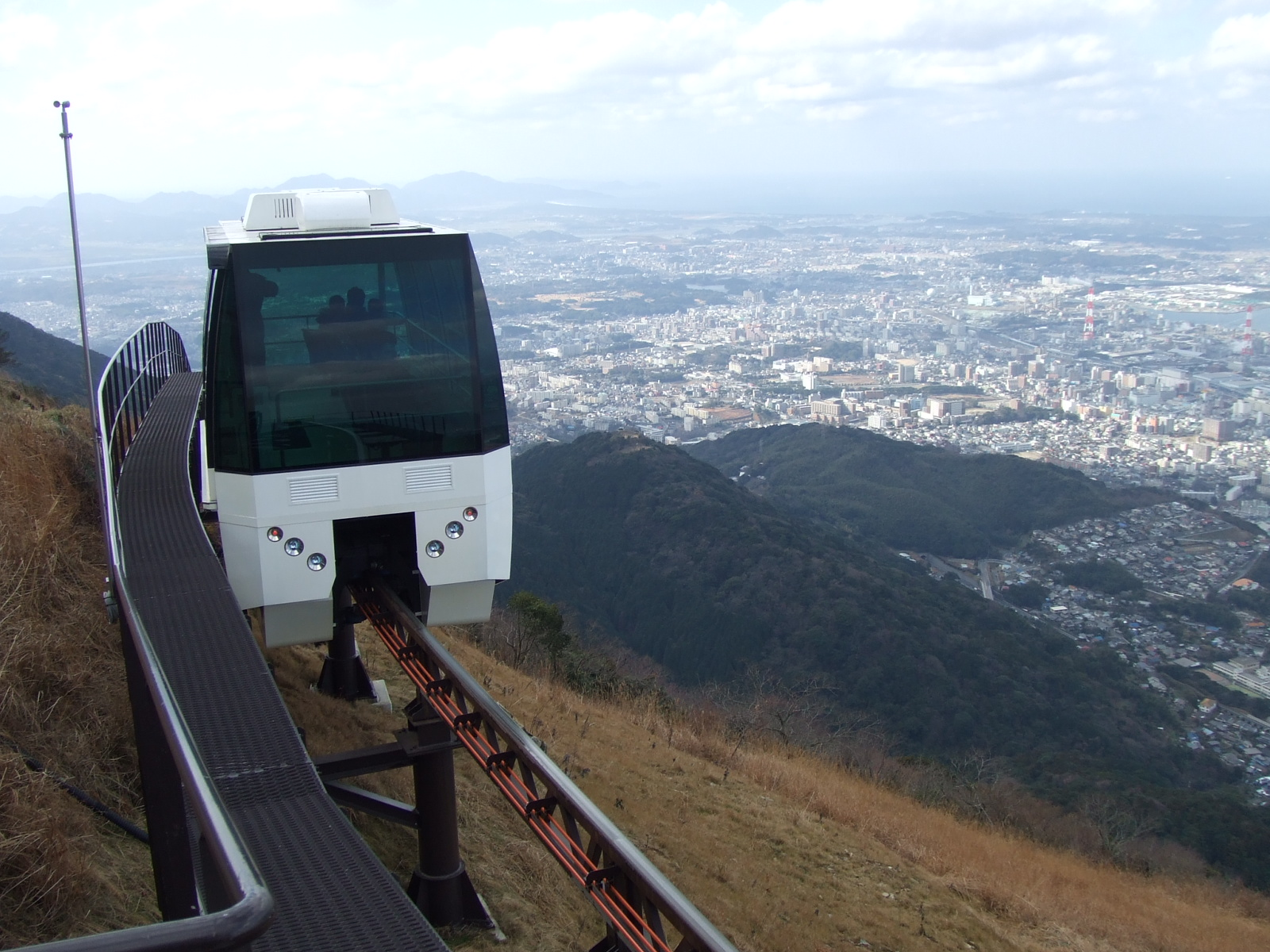
皿倉山スロープカー
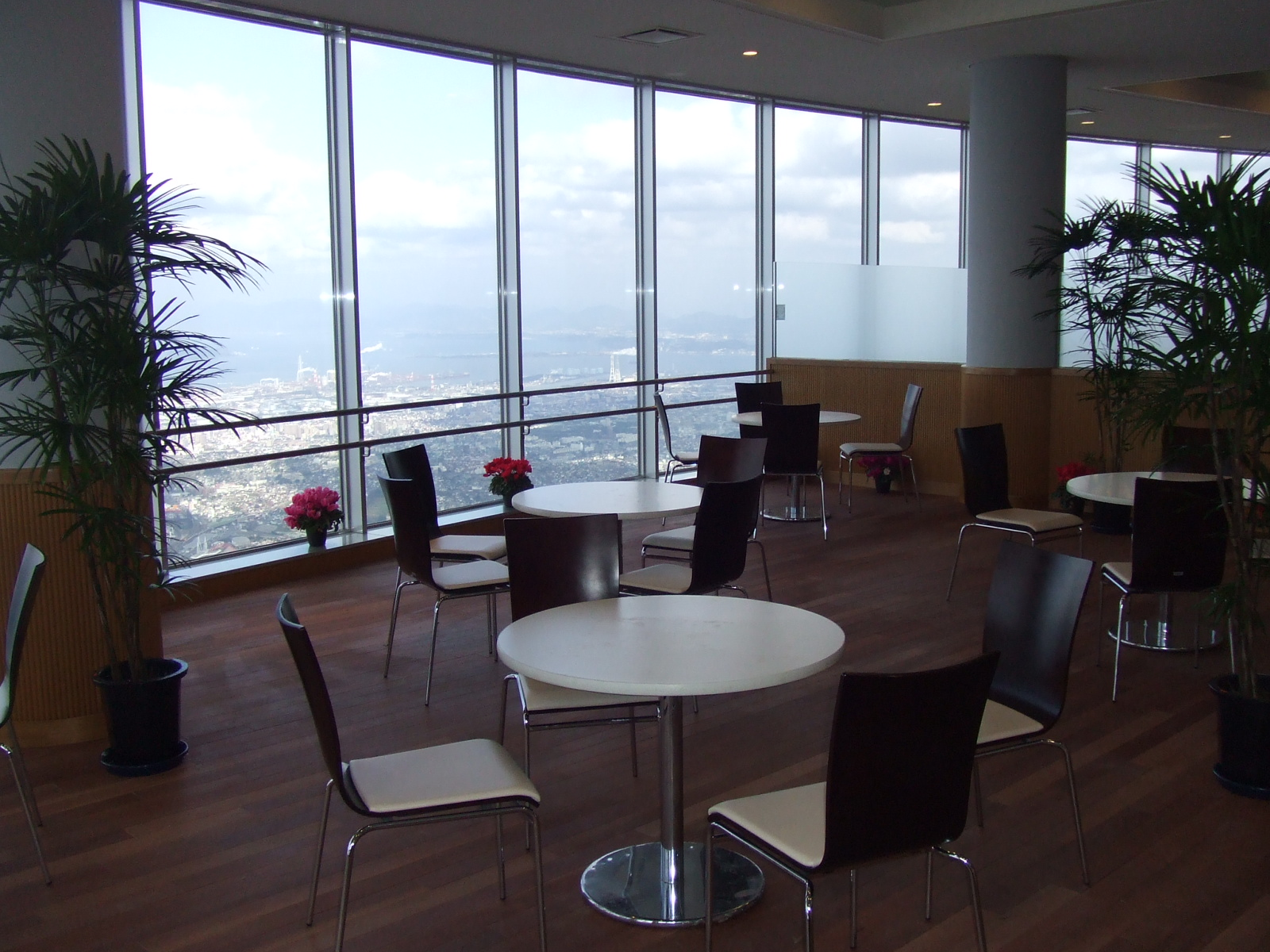
皿倉山展望施設

## 見所・スポット
- 国見岩：岩の高さ7メートル、岩上面積100平方メートル。北九州市でも数少ないロッククライミングの練習場となっている[広報 13]。神功皇后が皿倉山に登って国を見たという伝説から名付けられた岩で、野口雨情が神功皇后の皿倉山に残る伝説を謡った歌碑も存在する[広報 14]。皿倉山と周辺の景勝地である「皿倉八景」の1位に選定されている[4]。
- 皇后杉：権現山北面の約4haにわたり、樹齢250年をこえる老杉が林立している。江戸時代の黒田藩（福岡藩）の政策により植えられた杉林。神功皇后の伝説にちなんで、皇后杉と呼ばれている[広報 13][広報 14]。
- 楓杉峡：皿倉表登山道の6合目付近の峡谷。左手に杉、右手に楓が見え、紅葉の頃が見頃となる[広報 13]。
- 帆柱森林植物園：皿倉山の南側に広がる植物園。ツバキや薬用植物、フユザクラなど区画ごとに植物群が植栽されている[広報 13]。
- 皿倉山ビジターセンター：帆柱自然公園の情報を発信すると共に、自然教育やイベントも開催している[広報 15]。
- 北九州フィールドアーチェリーランド：皿倉平（8合目）のすぐ下で営業している。
- 北九州市立帆柱キャンプ場：テントサイト26区画（夏休み期間はテント常設）[広報 16]。
- 皿倉平：皿倉山頂、帆柱植物園、権現山、皿倉林道に交わる場所[広報 17]。
- 展望台レストラン：山頂にはレストラン・喫茶店が設置されており、夏場にはビアガーデンが開かれる[3][広報 18]。
- 絶景の遊び場：2025年4月25日に山頂付近にブランコと長さ30mのすべり台が設置された[5]。すべり台の対象年齢は6歳から12歳[6]。
  - すべり台は2025年7月時点で使用停止となっている。設置日に試し滑りをした市職員が骨折し、その後に6件の骨折事故（合計7件、いずれも対象年齢外）が発生しており[6][7]、担当者は「皿倉山では観光地という特性上、大人の利用も想定される。子ども向けの施設としての安全基準は満たしているものの、大人が利用した場合にはスピードが出るので、安全対策をどうしていくか今後、検討していく」としている[7]。

## イベント
- 皿倉山パラグライダーフェスタ：パラグライダーの離陸場としても知られ、10月に開かれる[広報 19]。

## 皿倉山ケーブルカー山麓駅までのアクセス
- 無料シャトルバス：土曜日・日曜日・祝日は「JR八幡駅～皿倉山ケーブル山麓駅」間を無料シャトルバスが運行する（イベント開催時などに臨時運行することもある）[広報 12]。また、THE OUTLETS KITAKYUSHUの開業に伴って、「THE OUTLETS KITAKYUSHU～皿倉山ケーブル山麓駅」の路線も新設された。
- JR八幡駅から[広報 12]
  - 徒歩：JR八幡駅から徒歩25分（約1.5キロメートル）
  - 西鉄バス「八幡駅前」から「帆柱登山口」下車、徒歩10分
- JR黒崎駅から[広報 12]
  - 西鉄バス「黒崎バスセンター」から「帆柱登山口」下車、徒歩10分
- 小倉方面から[広報 12]
  - 小倉方面から「中央二丁目」で乗換。「帆柱登山口」下車、徒歩10分
- 西鉄高速バス・快速バスを利用した場合[広報 12]
  - 小倉方面・福岡市方面から高速バス「いとうづ号」で「高速皿倉山ケーブル」下車、徒歩3分
  - 小倉方面から快速「星ヶ丘五丁目」行で「高速皿倉山ケーブル」下車、徒歩3分
- 北九州高速4号線大谷出入口から1.5㎞。

## 放送局の送信所・基地局

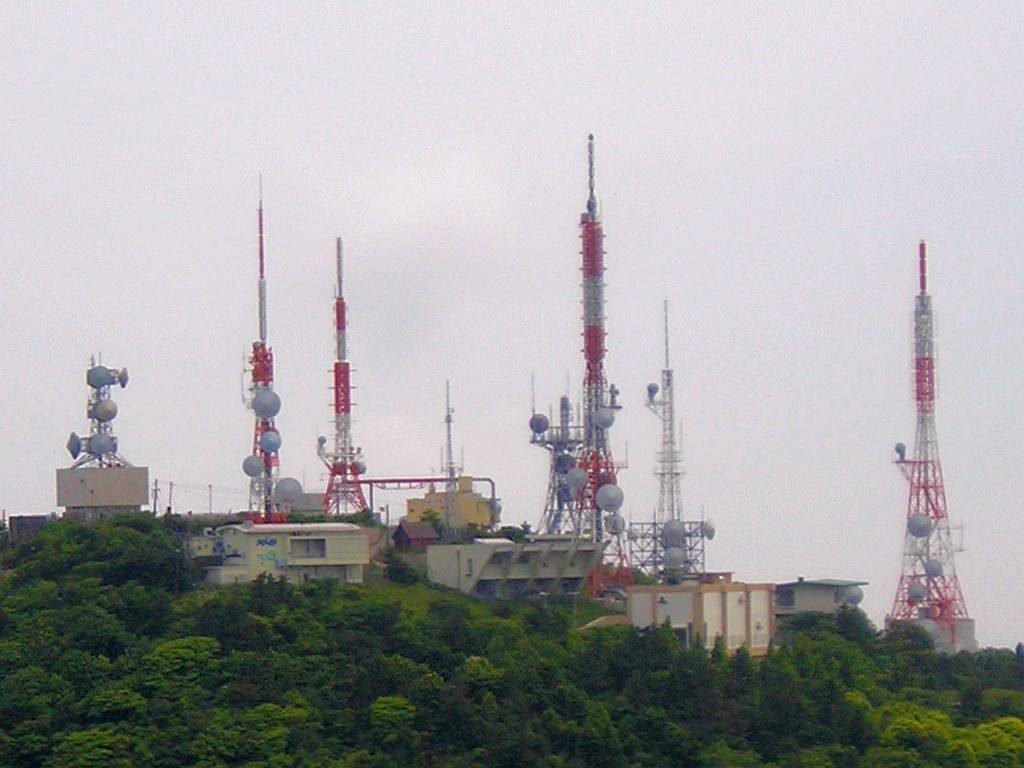
放送局などの送信塔群（権現山より撮影）。

皿倉山には地元放送局のテレビ・FM送信所や、新聞社、電力会社、警察庁等の無線基地局があり、北九州市や筑豊方面に電波を送信している。このうち、デジタルテレビの空中線電力（出力）は1kW、FMラジオが250Wである。かつて放送されていたアナログテレビのうち、VHFは1kW、UHFは10kWであった。